# Hideki Uda
Hideki Uda (宇田秀生, Uda Hideki) née le 6 avril 1987 à Kōka dans la préfecture de Shiga au Japon est un triathlète handisport japonais, vice-champion paralympique de paratriathlon PTS4 2020.

## Palmarès
Le tableau présente les résultats les plus significatifs (podium) obtenus sur le circuit international de paratriathlon depuis 2015.
| Année | Compétition                                 | Pays                | Position          | Temps           |
| ----- | ------------------------------------------- | ------------------- | ----------------- | --------------- |
| 2023  | Coupe du monde - étape de Long Beach PTS4   | États-Unis          | Médaille d'or     | 1 h 3 min 7 s   |
| 2023  | Championnat d'Asie PTS4                     | Ouzbékistan         | Médaille d'or     | 1 h 2 min 31 s  |
| 2021  | Championnats du monde de paratriathlon PTS4 | Émirats arabes unis | Médaille d'argent | 1 h 3 min 22 s  |
| 2021  | Jeux paralympiques de Tokyo PTS4            | Japon               | Médaille d'argent | 1 h 3 min 45 s  |
| 2021  | Championnat d'Asie PTS4                     | Japon               | Médaille d'or     | 1 h 5 min 58 s  |
| 2017  | Championnat d'Asie PTS4                     | Philippines         | Médaille d'or     | 1 h 10 min 45 s |
| 2015  | Championnat d'Asie PTS4                     | Philippines         | Médaille d'or     | 1 h 12 min 15 s |